# Bossimé
Bossimé est un hameau du village de Loyers. Avec Loyers le hameau fait aujourd'hui partie de la ville et commune de Namur, en Belgique (Région wallonne).

## Description
Situé dans la partie orientale de la ville de Namur le hameau est constitué d'une importante ferme (devenue partiellement un restaurant) et de quelques maisons le long de la seule 'rue de Bossimé' qui relie la RN 90 (Namur-Andenne) et le village de Loyers, passant par les 'Dessus de Lives-sur-Meuse'.

## Histoire
Bossimé, seigneurie hautaine érigée par lettres patentes du 1er avril 1653 en faveur de Vincent d'Harscamp, fut élevé au rang de baronnie avec Lustin et La Marlière, sous le nom d'Harscamp en 1675. La seigneurie hautaine fut engagée à Marie-Thérèse d'Harscamp, veuve de Jean de Moitret, en 1753. À sa mort, un procès divisa les cousins germains héritiers du domaine et une transaction intervint en 1780 qui attribua Loyers à Adrien-Jean-Baptiste, comte de Lannoy. 